# 혼탕
혼탕(混湯)은 남자와 여자가 함께 목욕하는 목욕탕이다. 일본과 독일에서 성행하고 있으며 대한민국에는 없다. 가정집이나 여관, 호텔 등 숙박시설의 목욕실에서 남자와 여자가 함께 목욕하는 것은 혼탕이라 하지 않고 영업을 목적으로 하는 목욕탕에서의 혼탕만 뜻한다. 수영복은 착용하여 성기는 가린채 입장하는 혼탕과 아무런 옷도 착용하지 않은 채 입장하는 혼탕으로 나뉜다.

## 같이 보기
- 성별격리